# Aphantochilus rogersi
Espèce
Synonymes
- Cryptoceroides cryptocerophagum Piza, 1937

Aphantochilus rogersi est une espèce d'araignées aranéomorphes de la famille des Thomisidae.

## Distribution
Cette espèce se rencontre du Panama au Paraguay.

## Description
Cette araignée est myrmécomorphe.

## Étymologie
Cette espèce est nommée en l'honneur de Henry Rogers.

## Publication originale
- O. Pickard-Cambridge, 1871 : On some new genera and species of Araneida. Proceedings of the Zoological Society of London, vol. 1870, p. 728-747 (texte intégral).